# Marshall Rogers (cestista)
Marshall Lee Rogers (St. Louis, 27 agosto 1953 – Berkeley, 15 giugno 2011) è stato un cestista statunitense, professionista nella NBA.

## Carriera
Venne selezionato dai Golden State Warriors al secondo giro del Draft NBA 1976 (34ª scelta assoluta).